# One Sweet Day
One Sweet Day ist ein Lied der US-amerikanischen Sängerin Mariah Carey zusammen mit der R&B-Gruppe Boyz II Men. Er wurde gemeinsam von Carey, Walter Afanasieff und den Mitgliedern von Boyz II Men, Wanyá Morris, Shawn Stockman, Nathan Morris und Michael McCary geschrieben. One Sweet Day wurde von Carey und Afanasieff für ihr fünftes Studioalbum Daydream produziert. Er erschien als zweite Singleauskopplung am 15. November 1995. Bis August 2019 war die Single mit 16 Wochen diejenige, zusammen mit Despacito, die am längsten auf Platz eins der Billboard Hot 100 stand. Der Rekord wurde knapp 24 Jahre später von Old Town Road eingestellt.

## Hintergrund
In dem Lied geht es darum, wie das Lyrische Ich einen geliebten Menschen verliert und diesen jeden Tag vermisst. Es wird die Möglichkeit angesprochen, diesen eines Tages im Himmel wiederzusehen. Sowohl Carey, als auch Boyz II Men schrieben den Song für Menschen in ihrem Leben. Er wurde den Opfern der Krankheit AIDS gewidmet, die 1995 verstärkt im Blickpunkt der Öffentlichkeit stand. Der Tod des Produzenten David Cole und des Def-Leppard-Gitarristen Steve Clark bildeten die Inspiration zu dem Song.

## Kritik und Erfolg
One Sweet Day erhielt im Wesentlichen positive Kritiken. Neben dem Charterfolg in den USA war er auch weltweit erfolgreich und ein Nummer-eins-Hit in Kanada und Neuseeland. In Australien, Belgien, Frankreich, Irland, den Niederlanden, Norwegen, Schweden und im Vereinigten Königreich erreichte er die Top Ten der jeweiligen Charts.

## Aufführung

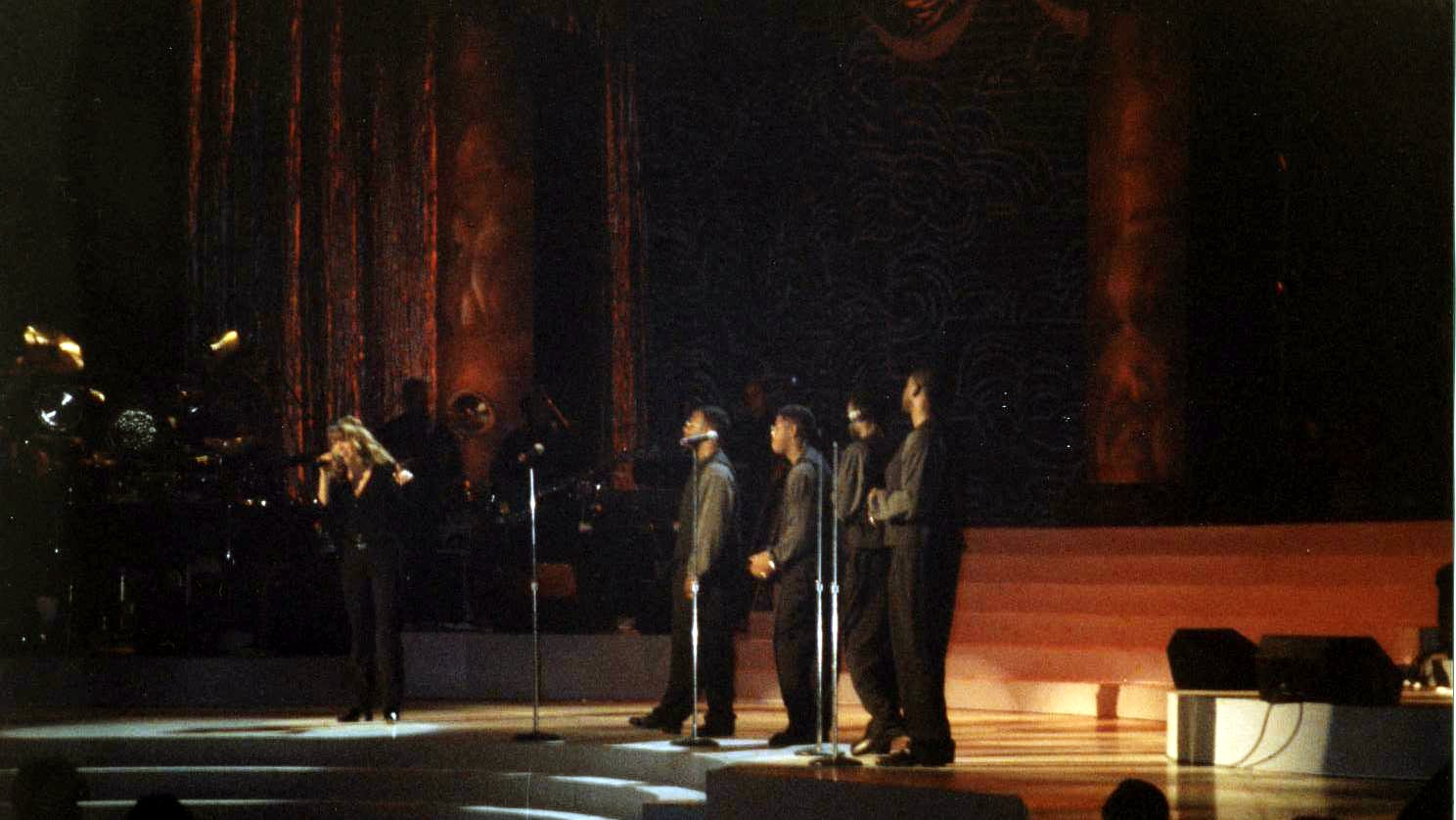
Mariah Carey und Boyz II Men führen One Sweet Day im Madison Square Garden auf

Das Lied wurde live in mehreren Fernsehsendungen weltweit aufgeführt, so bei den Grammy Awards 1996 am 26. Februar 1996. Auch auf den Tourneen von Carey wurde das Stück immer wieder live gespielt.

## Musikvideo
Das Musikvideo wurde Anfang 1996 gespielt, es zeigt Ausschnitte von Carey und Boyz II Men bei den Studioaufnahmen. Aufgrund von Zeitmangel der Künstler wurde das Konzept gewählt, sich bereits im Studio filmen zu lassen. Carey begrüßte das später, da sie der Ansicht war, kein Video würde den Inhalt des Liedes angemessen wiedergeben.